# Clive Owen
Clive Owen (Coventry, West Midlands, Anglaterra, 3 d'octubre de 1964) és un actor anglès que actua amb regularitat a Hollywood i en pel·lícules estatunidenques independents. El 2005, Clive va ser nominat per a un Oscar i guanyà un Globus d'Or i un BAFTA com a millor actor secundari per la versió de cinema de Closer.

## Biografia
Owen és el quart de cinc germans. A l'edat de tres anys el seu pare, un cantant de música country, els va deixar. Els va criar la seva mare i el seu padrastre. Inicialment desinteressat pel teatre, canvià d'opinió el 1984, després d'un llarg i infructuós període de cerca de feina. Es graduà a la Reial Acadèmia d'Art Dramàtic el 1987. A la classe hi havia Ralph Fiennes i Jane Horrocks. Després, va conèixer la seva futura dona, Sarah-Jane Fenton, mentre actuava als papers principals de Romeu i Julieta. Es casaren el 1995 i tenen dues filles, Hannah i Eve. Actualment viuen a Londres.
A la dècada del 1990 va actuar sovint als escenaris i a la televisió del Regne Unit, especialment pel seu paper principal a la sèrie de TV Chancer, i a l'èxit de Broadway i West End 'Closer' de Patrick Marber. Owen es va guanyar la crítica amb la pel·lícula Crupier de Mike Hodges, on tingué el paper protagonista d'un escriptor emprenedor que troba feina a un casino de Londres i després es veu involucrat a un intent de robatori. Es va fer conegut per al públic americà després de protagonitzar el conductor dels curtmetratges de BMW.
Tot i que s'ha desmentit públicament, durant molt de temps es va dir que Owen era un possible successor de Pierce Brosnan al paper de James Bond. Els rumors augmentaren quan Brosnan va dir que no tornaria a fer aquest paper, però l'octubre del 2005 es va anunciar que l'actor britànic Daniel Craig prendria el lloc de Brosnan. Fonts sense confirmar diuen que Owen rebutjà el paper per evitar la monotonia del personatge. El 2006 va fer una paròdia de Bond a la nova versió de The Pink Panther com el personatge de nom 006.

## Filmografia
| Any       | Pel·lícula                                                                           | Paper                        | Notes |
| --------- | ------------------------------------------------------------------------------------ | ---------------------------- | --- |
| 1988      | Vroom                                                                                | Jake                         | Film |
| 1988      | Boon                                                                                 | Geoff                        | Boon – Sèrie TV – Episodi 8 "Peacemaker" |
| 1989      | Precious Bane                                                                        | Gideon Sarn                  | Telefilm |
| 1990      | Chancer                                                                              | Stephen Crane/Derek Love     | Sèrie TV |
| 1990      | Lorna Doone                                                                          | John Ridd                    | Telefilm |
| 1991      | Close My Eyes                                                                        | Richard                      | Film |
| 1993      | Class of '61                                                                         | Devin O'Neil                 | Telefilm |
| 1993      | Century                                                                              | Paul Reisner                 | Film |
| 1993      | The Magician                                                                         | Detectiu Con. George Byrne   | Telefilm |
| 1994      | The Return of the Native                                                             | Damon Wildeve                | Telefilm |
| 1994      | Doomsday Gun                                                                         | Dov                          | Telefilm |
| 1994      | An Evening with Gary Lineker                                                         | Bill                         | Telefilm |
| 1994      | Nobody's Children                                                                    | Bratu                        | Telefilm |
| 1994      | The Turnaround                                                                       | Nick Sharman                 | |
| 1995      | Bad Boy Blues                                                                        | Paul                         | Telefilm |
| 1996      | Privateer 2: The Darkening                                                           | Ser Lev Aris                 | Vídeojoc |
| 1996      | The Rich Man's Wife                                                                  | Jake Golden                  | |
| 1996      | Sharman                                                                              | Nick Sharman                 | Sèrie TV |
| 1997      | Crupier (Croupier)                                                                   | Jack Manfred                 | |
| 1997      | Bent                                                                                 | Max                          | |
| 1998      | The Echo                                                                             | Michael Deacon               | sèrie TV |
| 1999      | Split Second                                                                         | Michael Anderson             | Telefilm |
| 1999      | Second Sight                                                                         | DCI Ross Tanner              | Sèrie TV |
| 2000      | Greenfingers                                                                         | Colin Briggs                 | |
| 2000      | Second Sight                                                                         | DCI Ross Tanner              | Sèrie TV |
| 2001      | The Hire                                                                             | The Driver                   | |
| 2001      | Gosford Park                                                                         | Robert Parks                 | |
| 2001      | Walk On By                                                                           | Narrador                     | documental |
| 2002      | The Bourne Identity                                                                  | El professor                 | |
| 2003      | Beyond Borders                                                                       | Nick Callahan                | |
| 2003      | I'll Sleep When I'm Dead                                                             | Will                         | |
| 2004      | Closer                                                                               | Larry                        | Globus d'Or al millor actor secundari BAFTA al millor actor secundari Nominat — Oscar al millor actor secundari                                                                                            |
| 2004      | King Arthur                                                                          | Rei Arthur                   | |
| 2005      | Derailed                                                                             | Charles Schine               | |
| 2005      | Sin City                                                                             | Dwight McCarthy              | |
| 2006      | Children of Men                                                                      | Theo Faron                   | |
| 2006      | Inside Man                                                                           | Dalton Russell               | |
| 2006      | The Pink Panther                                                                     | Nigel Boswell/Agent 006      | |
| 2007      | Elizabeth: l'edat d'or (Elizabeth: The Golden Age)                                   | Walter Raleigh               | |
| 2007      | Shoot 'Em Up                                                                         | Smith                        | |
| 2009      | The International: Diners a l'ombra (The International)                              | Louis Salinger               | |
| 2009      | Duplicity                                                                            | Ray Koval                    | |
| 2009      | The Boys Are Back                                                                    | Joe Warr                     | |
| 2010      | Confia en mi                                                                         | Will Cameron                 | |
| 2011      | Killer Elite                                                                         | Spike                        | |
| 2011      | Intruders                                                                            | John Farrow                  | |
| 2012      | Hemingway & Gellhorn                                                                 | Ernest Hemingway             | Nominat — Primetime Emmy al millor actor en minisèrie o telefilm Nominat — Globus d'Or al millor actor en minisèrie o telefilm Nominat — Premis Satellite - Millor actor de minisèrie o sèrie de televisió |
| 2012      | Shadow Dancer                                                                        | Mac                          | |
| 2013      | Blood Ties                                                                           | Chris                        | |
| 2013      | Words and Pictures                                                                   | Jack Marcus                  | |
| 2014-2015 | The Knick                                                                            | Dr. John W. "Thack" Thackery | |
| 2015      | Last Knights                                                                         | Raiden                       | |
| 2016      | The Confirmation                                                                     | Walt                         | |
| 2016      | The Escape                                                                           | The Driver                   | 3a temporada de la sèrie The Hire de curtmetratges per a BMW |
| 2017      | Killer in Red                                                                        | Floyd                        | Curtmetratge |
| 2017      | Valerian i la ciutat dels mil planetes (Valerian and the City of a Thousand Planets) | Comandant Arun Filitt        | |
| 2018      | Ophelia                                                                              | Claudius                     | |
| 2018      | Anon                                                                                 | Sal Frieland                 | |
| 2019      | Gemini Man                                                                           | Clayton "Clay" Varris        | |
| 2019      | La cançó dels noms oblidats                                                          | Dovidl                       | |
| 2020      | The Informer                                                                         |                              | Post-producció |